# أنجيلا نيكودينوف
أنجيلا نيكودينوف (البلغارية: Анжела Никодинов ؛ من مواليد 9 مايو 1980) لاعبة متزلجة فنية بلغارية أمريكية. كانت بطلة القارات الأربع لعام 2000 وفازت بأربع ميداليات في سلسلة الجائزة الكبرى ، بما في ذلك الميدالية الذهبية في بطولة سكيت أمريكا 2004

## نشأتها وحياتها الخاصة
ولدت أنجيلا نيكودينوف في سبارتانبورغ بولاية ساوث كارولينا ، وانتقلت مع عائلتها إلى جنوب كاليفورنيا عندما كانت طفلة. نشأت في سان بيدرو ، لوس أنجلوس ، كاليفورنيا. هي ابنة مهاجرين بلغاريين وتتحدث اللغة البلغارية بطلاقة.
```
زوجت نيكودينوف والمتزلج الفني البلغاري إيفان دينيف في يوليو 2008. ولدت ابنتهما أودريانا في مايو 2012.
[
4
]
```